# 立德粉
立德粉（英語：lithopone），又称锌钡白，是一种白颜料，分子式为{\displaystyle \mathrm {BaSO_{4}\cdot ZnS} }，CAS號為 1345-05-7。
立德粉是一種白色粉末，是硫化鋅和硫酸鋇的混合物，不具毒性，它的顏色又稱立德粉色或锌钡白色。
立德粉難溶於水，可以與酸性物質作用會分解而釋放硫化氫，但是不會與鹼性物質和硫化氫發生化學反應。
立德粉具有良好的耐热性，將物體塗上一層立德粉可改善其耐候性，並且防止藻類、青苔生長，並且成本低，不易透光的白粉末，其遮光率僅次於鈦白。
立德粉可由硫酸锌及硫化钡溶液混合后取沉淀，再煅烧至红热，然后倾入水中急剧冷却而制得。